# بیماری کیسه هوایی

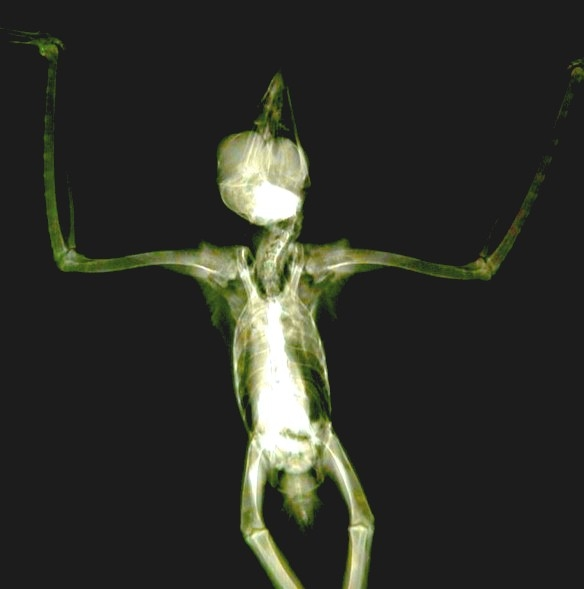
پرتو ایکس از پرنده با کیسه‌های هوایی دیده می‌شود.

بیماری کیسه هوایی (به انگلیسی: air sac disease) یا عفونت کیسه هوایی (air sac infection) که همچنین به عنوان ساکولیت هوایی (Airsacculitis) و نشانگان کیسه هوایی (air sac syndrome) نیز شناخته می‌شود، یک بیماری التهابی شایع است. کیسه‌های هوایی که در پرندگان وجود دارد و توسط گونه‌های مختلف میکروبی (بیشتر باکتریایی) ایجاد می‌شود. این بیماری با داشتن چندین عامل بیماریزا مختلف، به‌طور گسترده در سراسر جهان پخش شده‌است.

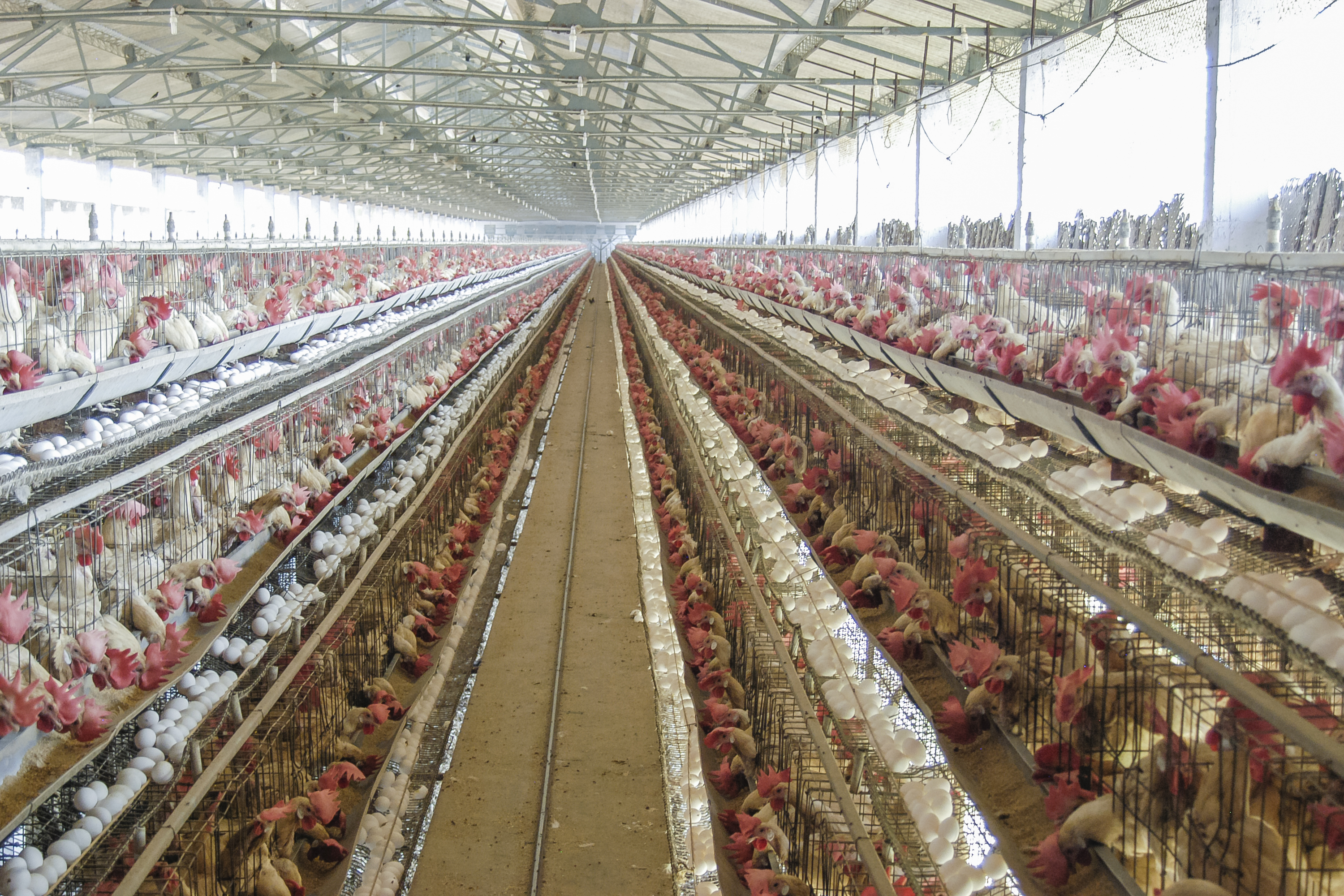
بروز بیماری کیسه هوایی در مرغداری‌های بزرگ معمولاً به معنای از بین رفتن درصدی از پرندگان است.